# 西大寺ふれあいセンター
西大寺ふれあいセンター（さいだいじふれあいセンター）とは、岡山県岡山市東区西大寺にある高齢者福祉、生涯学習、保健福祉を目的とした公的施設。岡山市東区（西大寺・上道地域・瀬戸地区）の住民へのサービスを目的としている。岡山市ふれあい公社が運営している。同施設内に、岡山市東区福祉事務所が中に入っている。

## 所在
- 〒704-8116 岡山県岡山市東区西大寺中二丁目16番33号

## 周辺
- 西大寺税務署
- 岡山市保健所東区保健センター
- 西大寺高校
- 西大寺グランドホテル
- 両備バス西大寺バスセンター
- おかやま信用金庫西大寺支店
- 岡山県道37号西大寺山陽線

## アクセス
- JR赤穂線
  - 岡山駅からJR赤穂線に乗車、西大寺駅下車。

- 両備バス
  - 岡山駅・天満屋から「東山経由西大寺行」に乗車、終点で下車。

## 関連施設
- 岡山ふれあいセンター